# Jefe de marca
Un jefe de marca (chief brand officer o CBO en inglés) es una relativamente nueva posición de nivel ejecutivo en una corporación, empresa, organización o agencia, que típicamente informa al director ejecutivo o al consejo de administración y es responsable de la imagen de una marca. El jefe de marca supervisa el marketing, la publicidad, el diseño, las relaciones públicas y el servicio de atención al cliente.

## Empresas notables que emplean un jefe de marca
Empresas notables que actualmente emplean un jefe de marca incluyen:
- Asociación Automovilística Estadounidense
- Baskin Robbins
- Bell Canada[4]
- Brown-Forman Corporation[5]
- Citigroup[6]
- Dairy Queen
- DC Shoes
- Mattel[7]
- McDonald's[8]
- Starwood Hotels & Resorts Worldwide[9]
- WWE[10]
- AEW